# Cargill
Cargill Incorporated ist ein multinational tätiges US-amerikanisches Handelsunternehmen, dessen Hauptsitz sich in Minnetonka im US-Bundesstaat Minnesota befindet.
Das 1865 gegründete Unternehmen befasst sich mit dem Handel von Lebens- und Futtermitteln sowie nachwachsenden Rohstoffen.
Mit einem Jahresumsatz von knapp 165 Milliarden US-Dollar im Geschäftsjahr 2021/22 zählt Cargill zu den weltweit größten Unternehmen und ist die größte nicht börsennotierte Gesellschaft in den Vereinigten Staaten. Seine Aktivitäten umfassen den Kauf, die Verarbeitung, den Vertrieb von Getreide und Getreideprodukten und anderen landwirtschaftlichen Handelswaren sowie Herstellung und Handel mit Vieh, Futtermitteln, Inhaltsstoffen von verarbeiteten Lebensmitteln und pharmazeutischen Hilfsstoffen. Außerdem befasst sich Cargill mit Finanzdienstleistungen, die einen Teil des Risikos im Handel abdecken. Ein Teil der Finanzdienstleistungen wurde in einen Hedgefonds namens Black River Asset Management ausgegliedert. Dieser verfügt über zehn Milliarden US-Dollar an Vermögenswerten.

## Geschichte
Cargill wurde 1865 von William Wallace Cargill gegründet. Im selben Jahr steigt er in das Getreidegeschäft in Conover, Iowa, ein. Zehn Jahre später wird der Geschäftssitz nach La Crosse, Wisconsin verlegt.
Im Jahr 1888 gründen William, James und Sam Cargill die Firma Cargill Brothers, die 1890 zur Cargill Elevator Company mit Sitz in Minneapolis umgewandelt wird. John Hugh MacMillan, Schwiegersohn von William Cargill, übernimmt 1909 die Kontrolle über das Unternehmen. 1922 eröffnet er ein Büro in New York City.
Cargill Elevator und andere Cargill-Firmen werden 1936 zu Cargill, Incorporated verschmolzen. 1943 steigt das Unternehmen in das Geschäft mit der Verarbeitung von Sojabohnen ein. Zwei Jahre später verdoppelt das Unternehmen durch die Übernahme von Nutrena Feeds die Kapazität der Firma bei Geflügel und Tierfutter.
Nach dem Zweiten Weltkrieg wird das Unternehmen weiter ausgebaut. Tradax, eine Schweizer Tochtergesellschaft, wird 1953 gegründet, um Getreide in Europa zu verkaufen. Ein Jahr später beginnt das Unternehmen, Salz den Mississippi hinauf zu transportieren. Cargill expandiert 1967 in die Nassmaismühle durch den Kauf einer Mühle in Cedar Rapids, Iowa und steigt 1972 in das Mühlengeschäft ein.
Auch in den 1970ern wird der Expansionskurs fortgeführt. 1974 wird die Putenverarbeitungs- und Marketingabteilung von Ralston Purina; Caprock Industries, Betreiber von Rinderfutterplätzen und North Star Steel Company erworben. Ein Jahr später übernimmt Cargill die Hohenberg Bros. Company (ein Baumwollhändler) sowie 1979 die MBPXL Corporation (ein Rindfleischverarbeiter).  Diese Expansionsphase endet 1981 mit der Übernahme des in Großbritannien ansässigen Unternehmens Ralli Bros. und Coney, eines bedeutenden internationalen Rohstoffhändlers.
Im Jahr 1982 ändert MBPXL  seinen Namen in Excel Corporation.
In den 1990ern finden einige Umgestaltungen statt. Eine umfassende Reorganisation der nordamerikanischen Aktivitäten wird 1990 durchgeführt. Die Umsetzung des Mitarbeiterbeteiligungsplans 1992 ermöglicht es einigen Familienmitgliedern, ihre Eigentumsanteile einzulösen. 1997 kauft Cargill mit Akzo Salt das Salzgeschäft von Akzo Nobel. Ein Jahr später, 1998, verkauft Cargill das internationale Saatgutgeschäft außerhalb Nordamerikas für 1,4 Milliarden US-Dollar an Monsanto. Im Jahr 1999 erwirbt das Unternehmen die weltweiten Getreidelager-, Transport-, Export- und Handelsaktivitäten der Continental Grain Company. Cargill gibt Pläne zur Übernahme von Agribrands International, einem großen Tierfutterhersteller, bekannt (2000).
Nachdem Cargill 2017 bereits in das Unternehmen Memphis Meats investiert hat, wurde 2019 bekannt, dass Cargill auch in Aleph Farms investieren wird. Beide Unternehmen arbeiten an der Entwicklung von Laborfleisch.

## Geschäftskennzahlen

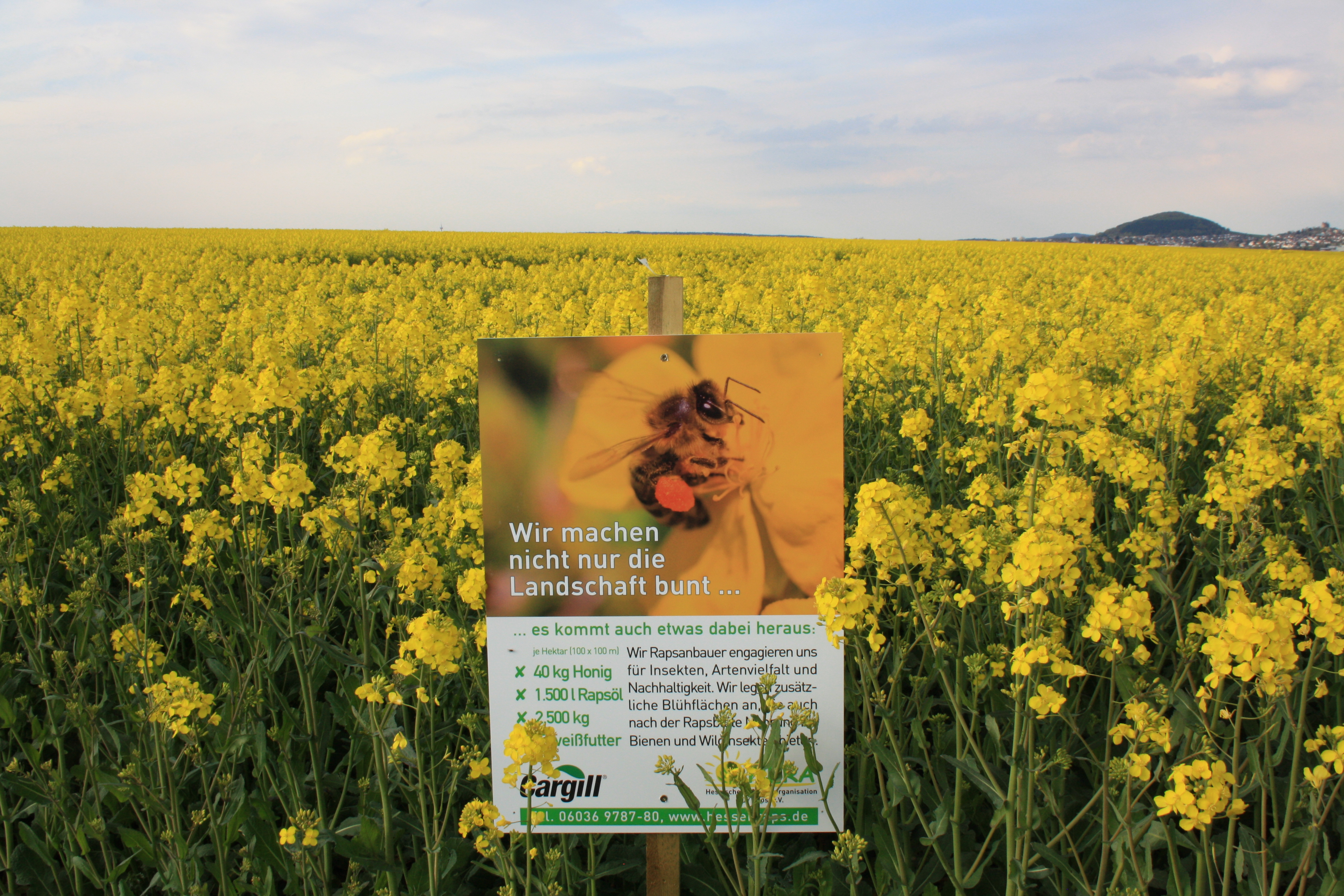
Werbeschild der Firma Cargill an einem Rapsfeld

Der Umsatz des Unternehmens belief sich im Geschäftsjahr 2016 auf 107,2 Milliarden US-Dollar und es beschäftigte dabei 150.000 Mitarbeiter in 70 Ländern.
Cargill tätigt 25 Prozent aller US-Getreideexporte, beliefert etwa 22 Prozent des US-Fleischmarkts, es ist der größte Exporteur aus Argentinien und größter Geflügelproduzent in Thailand. Alle Eier, die McDonald’s-Restaurants in den Vereinigten Staaten verwenden, stammen aus Cargill-Farmen.
Gemäß Jean Ziegler, UN-Sonderberichterstatter für das Recht auf Nahrung, kontrollierte die Cargill-Gruppe im Jahr 2012 rund 29,8 Prozent allen weltweit gehandelten Getreides.
Trotz seiner Größe ist Cargill immer noch ein Familienunternehmen. Abkömmlinge der Gründerfamilien Cargill und MacMillan besitzen etwa 85 Prozent des Unternehmens. Daher kann die Firma ihr Wachstum durch Reinvestition der Gewinne finanzieren und ist nicht auf die Finanzmärkte angewiesen. Als börsennotiertes Unternehmen wäre Cargill unter den Top Ten der Fortune-Global-500-Unternehmen (2013); es ist das größte nicht notierte Unternehmen in den USA (Stand 2021).
Cargills langfristige Firmenstrategie ist es, von Handel und Verarbeitung der Produkte weg und hin zu profitableren immateriellen Aktivitäten zu gelangen. Die Firma beabsichtigt, ihre Gewinne vor allem dadurch zu erzielen, Kunden zu beraten, wie sie über die gesamte Produktionskette von Ernährung hinweg Profite maximieren können.
Das Unternehmen profitiert vom weltweiten Trend zu stark verarbeiteten Getreideprodukten und hat sich 2002 durch die Akquisition der Cerestar (vormals Béghin-Say) in diesem Geschäftsfeld neu positioniert.
Es existiert ein Gemeinschaftsunternehmen mit Hoffmann-La-Roche, das einen Prozess zur Umwandlung von Getreidenebenprodukten zu Vitamin E entwickelt. Außerdem werden Ethanol als Kraftstoff und Citronensäure aus Getreide hergestellt.

## Cargill in Deutschland

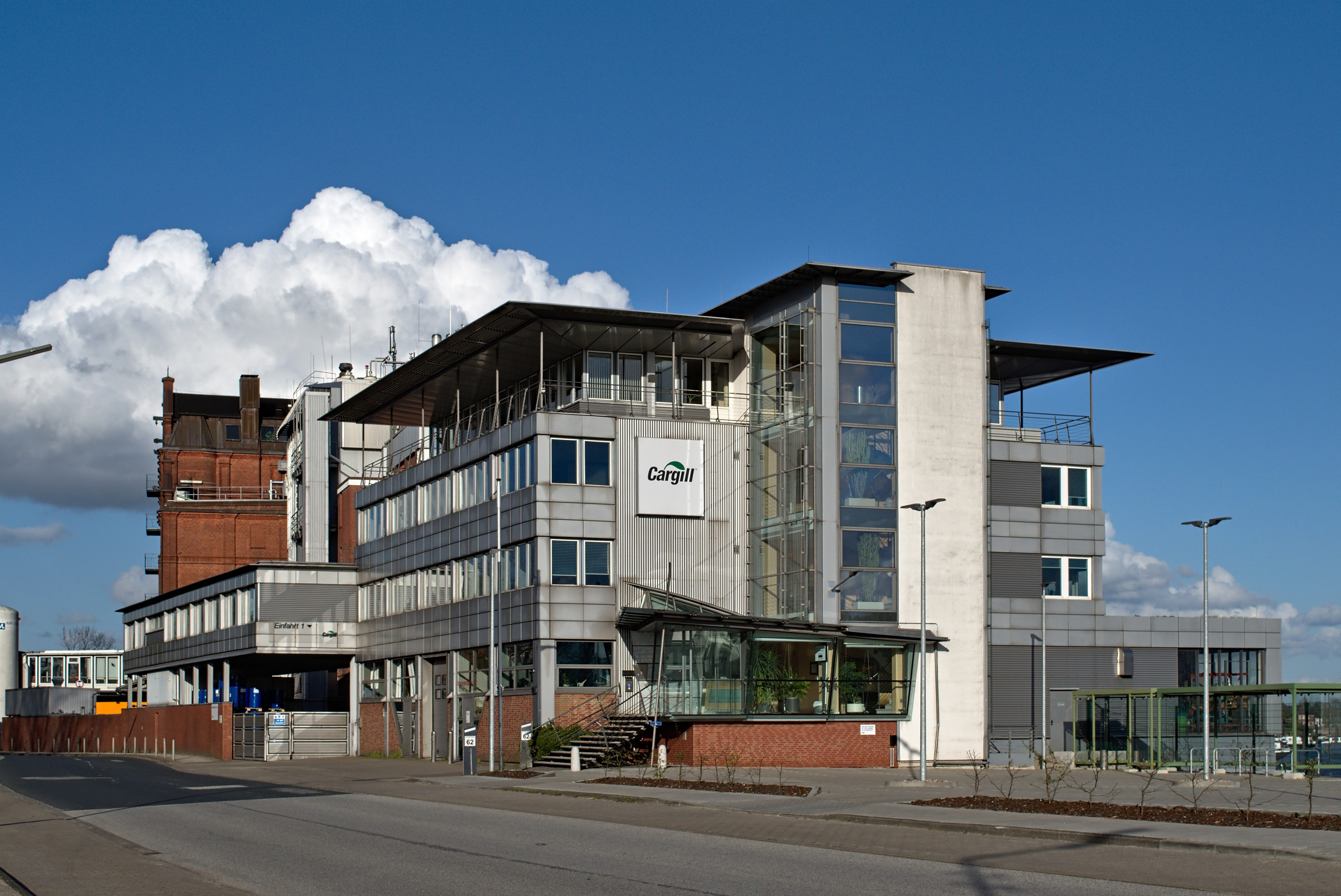
Produktionsstätte für Lecithine und Phospholipide am Ausschläger Elbdeich in Hamburg-Rothenburgsort

Hauptsitz der Cargill Deutschland GmbH ist Krefeld. Das Unternehmen ist seit 1955 in Deutschland im Handel mit Futtermittel-Bestandteilen auf Getreide- und Nichtgetreidebasis, der Verarbeitung von Ölsaaten zu Öl und Schrot, der Malzproduktion sowie dem Handel mit Nahrungsmittel-Grundstoffen wie Glukose und Stärke, sowie technische Öle und Lezithin für die Lebensmittelindustrie und der Erzeugung von Biodiesel tätig. Es gibt zwölf Standorte (Barby, Berlin, Frankfurt, Hamburg-Harburg, Hamburg-Rothenburgsort, Hamburg-Wandsbek, Klein Schierstedt, Krefeld, Mainz, Malchin, Riesa und Salzgitter). Geschäftsführer der Cargill Deutschland GmbH ist seit 2016 Arnim Biskup.
Durch den Erwerb der ersten durch die Nestlé Gruppe in Hamburg gebauten kakaoverarbeitenden Fabrik im Oktober 2004 hat Cargill seine kakaoverarbeitenden Anlagen in Europa weiter ausgebaut. Weitere Investitionen erfolgten 2011 im Bereich Kakao durch die Akquisition der „Kakao Verarbeitung Berlin“ (KVB).
Neben der KVB wurden ebenfalls im Jahr 2011 die kommerziellen Aktivitäten der Nedalco Alkohol erworben.
Das Unternehmen legte im März 2006 im Industriepark in Frankfurt-Hoechst den Grundstein zu einer Biodieselanlage. Diese Anlage verarbeitet das Raffinat aus bereits bestehenden Ölmühlen in der Region. Der Produktionsbeginn für diese Biodieselanlage war im dritten Quartal 2006, das Investitionsvolumen beläuft sich auf rund 25 Millionen Euro.

### Mainz
Das Werk, vormals Schmidt Söhne, lag verkehrsgünstig zwischen Rheinallee und Industriehafen in Mainz, somit konnten Massenverkehrsgüter kostengünstig umgeschlagen werden. Die Ölmühle beschäftigte ca. 55 Mitarbeiter und verarbeitete jährlich 450.000 Tonnen Raps und Sonnenblumensaat zu Öl und Schrot. Die Rapssaat stammte vorwiegend aus den benachbarten Bundesländern und zum Teil aus der Tschechischen Republik. Dieses Öl wird in der Nahrungsmittelindustrie verwendet, aber auch für technische Zwecke und Rapsschrot dient als Beimischung zu Futtermitteln.
Mit finanzieller Unterstützung der EU innerhalb des LIFE (EU)-Programms führte die Cargill GmbH in Mainz ein Projekt zur Geruchsreduzierung und Energieeinsparung bei der Ölsaatenverarbeitung durch. Der Brüden enthält wie bei allen Ölmühlen einen hohen Anteil Senfölglycoside, deren Geruch als unangenehm empfunden wird. Gemeinsam mit der Firma Bulkflow wurde eine Pilotanlage sowie eine Machbarkeitsstudie erstellt, die das Energieeinsparpotential und die Reduzierung der Umwelteinflüsse über den Zeitraum von einem Jahr beurteilt. Dieses Verfahren beruht auf dem Prinzip des umgekehrten Wärmeübertragers und kann im Erfolgsfall auch bei anderen Ölmühlen, z. B. in Weisenau bei der ADM Soya Mainz zur Umweltentlastung beitragen.
Das Finanzierungsinstrument LIFE soll zur Umsetzung, Aktualisierung und Weiterentwicklung der Umweltpolitik und des Umweltrechts der Gemeinschaft (EU), insbesondere im Hinblick auf die Einbeziehung von Umweltaspekten in andere Politikfelder sowie auf die nachhaltige Entwicklung in der Europäischen Union, beitragen.
2016 wurde der Standort geschlossen und die Fabrikationsanlagen 2017 abgebrochen.

### Krefeld

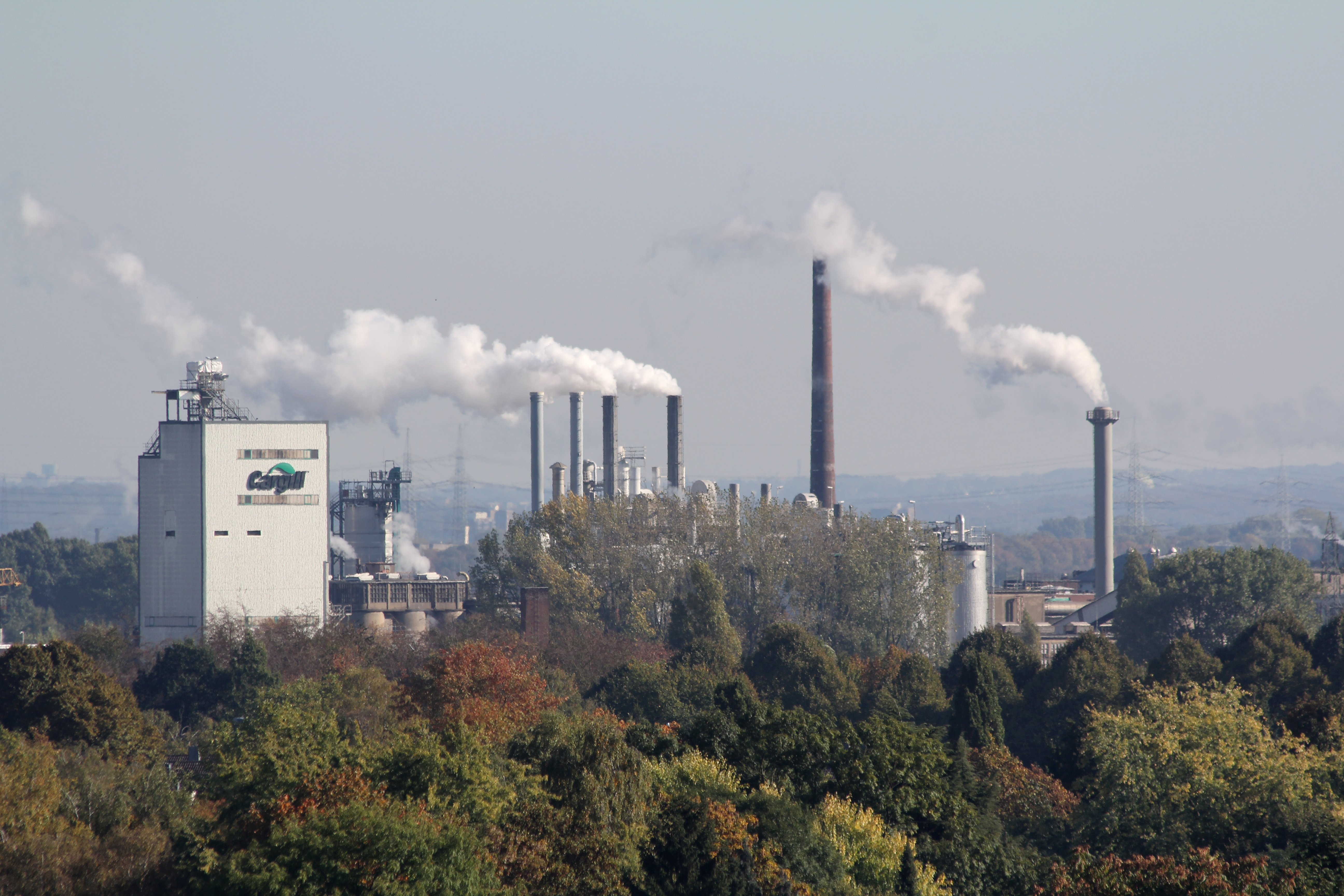
Werk in Krefeld, von der Burg Linn aus gesehen.

Direkt am Krefelder Rheinhafen gelegen, produzieren im Werk Krefeld ca. 600 Mitarbeiter aus Mais täglich Stärke und Stärkefolgeprodukte wie z. B. Dextrose und Sorbit. Das Werk wurde 1946 damals unter dem Namen Maizena gegründet durch Corn Products Refining Corporation (CPC), 1987 mit der Übernahme durch die Gruppo Ferruzi in Cerestar umbenannt und firmiert nach der Übernahme durch die Firma Cargill im Jahr 2002 seit 2006 unter dem Namen Cargill.

### Barby
Die Stärkefabrik in Barby bei Magdeburg in Sachsen-Anhalt liegt in der Magdeburger Börde, einem der besten Getreideanbaugebiete Deutschlands, und verarbeitet Weizen zu Stärke und Stärkederivaten. In Barby arbeiten 149 Mitarbeiter. In Barby werden verschiedene Glukosesirupe, Weizenkleber und Erzeugnisse für die Tierernährung hergestellt. Die Historie des Standortes reicht bis 1905 zurück.

### Salzgitter-Beddingen
In Salzgitter-Beddingen wurde 1992 von Cargill eine Produktionsstätte als Ölmühle und Mälzerei neu aufgebaut. Der Standort liegt verkehrsgünstig für den Umschlag von Massengütern direkt am Mittellandkanal.
Überwiegend für den nationalen Markt werden mit ca. 115 Mitarbeitern Öl und Schrot für die Mischfutter-, Biodiesel- und Nahrungsmittelindustrie hergestellt. Weitere Aktivitäten sind die Produktion von Malz für Brauereien und der Getreidehandel (u. a. als Warentermingeschäft).

### Malchin
Das Malchiner Werk liegt im zentrumsnahen Industriegebiet der Stadt Malchin südöstlich des Kummerower Sees im Landkreis Mecklenburgische Seenplatte in Mecklenburg-Vorpommern. Das Produktions- und Lagergelände bedeckt eine Fläche von etwa 110.000 Quadratmetern. Der Baubeginn des Werkes des ursprünglichen US-Unternehmen Citrico datiert auf den 4. Oktober 2000. Die erste Produktion startete im Januar 2002 und firmiert seit 2005 unter dem Namen Cargill. Im April 2012 kaufte das Unternehmen das angrenzende insolvente Rapsveredelungswerk auf.

### Riesa
Die Firma Einhorn wurde im Jahr 1904 als eine typische Ölmühle der damaligen Zeit gegründet. Von 1951 bis 1990 gehörte der VEB Ölwerke Riesa zum Kombinat Öl und Margarine. In den 1990er Jahren gehörte die Ölmühle zum belgischen Konzern Vandemoortele und seit 1999 zu Cargill. Im Jahr 2023 beschäftigte das Werk 90 Mitarbeiter in der Ölmühle, der Raffinerie, der Flaschenabfüllung und dem Labor.

## Cargill in der Schweiz
Cargill International S.A. ist seit 1956 in der Schweiz tätig und beschäftigt über 500 Mitarbeiter an sieben Standorten. Im Juni 2022 war Cargill International in der Liste der grössten Unternehmen in der Schweiz auf dem 3. Rang vertreten. Der Hauptsitz des Unternehmens befindet sich in Genf.
Cargill war bis 2017 einer der führenden Futtermittelanbieter auf dem Schweizer Markt und betrieb Produktionsstätten in Lucens, Gossau und Kaiseraugst. Das Unternehmen produzierte Premix und Mischfutter für Geflügel, Schweine, Rinder und Milchvieh. Spezialfutter für Haustiere, Pferde, Zootiere sowie medizinisches Futter. Ende 2017 wurde das Futtermittelgeschäft mit rund 250 Mitarbeitern von AURELIUS Equity Opportunities SE & Co. KGaA übernommen.

## Kritik
Die Schokoladenindustrie unterzeichnete im September 2001 das sogenannte Harkin-Engel-Protokoll. Dieses Protokoll beinhaltet Maßnahmen, die bis 2005 zur Beendigung der schlimmsten Formen von Kinderarbeit bzw. -sklaverei in der Kakaoindustrie führen sollten. Eine Reportage der ARD kam 2010 zu dem Schluss, dass große Firmen wie Mars Inc., aber auch Cargill oder Nestlé nach wie vor Kindersklaverei „zumindest dulden“. Eine Evaluation der Tulane-Universität stellte 2011 fest, dass von den sechs im Harkin-Engel-Protokoll genannten Maßnahmen keine einzige vollständig umgesetzt wurde.
2017 wurde Cargill die Beteiligung an der sich erneut verschlimmernden Abholzung des Tropischen Regenwaldes vorgeworfen. Das Unternehmen kaufte nach Recherchen von Umweltschützern und der New York Times Sojabohnen von Bauern, die das Land für deren Anbau zuvor durch Abholzung in Bolivien urbar gemacht hatten. Anfang der 2000er Jahre baute Cargill im brasilianischen Santarém ein Soja-Terminal, im Zuge dessen die umliegenden Regenwälder zu Soja-Anbauflächen umgewandelt wurden. Der Bau des Terminals wird für die (illegale) Abholzung des umliegenden Regenwaldes mitverantwortlich gemacht.
Die Umweltschutzorganisation Mighty Earth veröffentlichte im Juli 2019 einen Bericht zu Verfehlungen des Unternehmens und nannte es „das schlimmste Unternehmen der Welt“.